# Émile Godchaux
Pour les articles homonymes, voir Godchaux.
Émile Godchaux, né vers 1860 à Bordeaux et mort en 1938, est un peintre français.

## Biographie
Émile Godchaux naît vers 1860 à Bordeaux.
C’est un artiste sur lequel il existe peu de documentation. Il est probablement apparenté à Alfred Godchaux, et les deux artistes travaillent sur les mêmes thèmes. On pense aussi qu'il vient de la même famille que le sculpteur animalier Roger Godchaux. Il vend ses tableaux sur les places publiques.
Émile Godchaux meurt en 1938.

## Œuvres
- Berger et ses moutons dans un paysage vallonné[3].
- Le Braque breton à l'arrêt[3].